# Archiprezbiterat Catedral (Archidiecezja Barcelony)
Archiprezbiterat Catedral – jeden z 21 archiprezbiteratów archidiecezji Barcelony w Hiszpanii. 
Według stanu na marzec 2019 w jego skład wchodziło 9 parafii. 

## Lista parafii
Źródło:
| Lp. | Miejscowość | Parafia                                                   | Grafika | Kościół                                          | Adres                                 |
| --- | ----------- | --------------------------------------------------------- | ------- | ------------------------------------------------ | ------------------------------------- |
| 1   | Barcelona   | Parafia Matki Bożej Miłosierdzia i św. Michała Archanioła |         | Bazylika La Mercé w Barcelonie                   | Pl. Mercè 1, 08002 Barcelona          |
| 2   | Barcelona   | Parafia św. Jakuba                                        |         | Kościół św. Jakuba w Barcelonie                  | Ferran 28, 08002 Barcelona            |
| 3   | Barcelona   | Parafia św. Michała Archanioła                            |         | Kościół św. Michała Archanioła w Barcelonie      | Sant Miquel 39, 08003 Barcelona       |
| 4   | Barcelona   | Parafia San Pedro de las Puellas                          |         | Monastyr San Pedro de las Puellas w Barcelonie   | Lluís el Piadós, nº1, 08003 Barcelona |
| 5   | Barcelona   | Parafia św. Anny                                          |         | Kościół św. Anny w Barcelonie                    | Rivadeneyra 3, 08002 Barcelona        |
| 6   | Barcelona   | Parafia św. Marii de Cervelló                             |         | Kościół św. Marii de Cervelló w Barcelonie       | Almirall Cervera 8, 08003 Barcelona   |
| 7   | Barcelona   | Parafia Matki Bożej Morza                                 |         | Bazylika Santa Maria del Mar w Barcelonie        | Pl. Santa Maria, 1, 08003 Barcelona   |
| 8   | Barcelona   | Parafia Matki Bożej Sosnowej                              |         | Kościół Santa María del Pí w Barcelonie          | Pl. Pi, 7, 08002 Barcelona            |
| 9   | Barcelona   | Parafia Świętych Justusa i Pastora                        |         | Bazylika Świętych Justusa i Pastora w Barcelonie | Rera Sant Just s/n, 08002 Barcelona   |